# تالهاوزن
تالهاوزن (به آلمانی: Thalhausen) یک شهر در آلمان است که در نویوید واقع شده‌است. تالهاوزن ۷۳۹ نفر جمعیت دارد.